# Черич (Нуштар)
Черич (хорв. Cerić) — населений пункт у Хорватії, в Вуковарсько-Сремській жупанії у складі громади Нуштар.

## Населення
Населення за даними перепису 2011 року становило 1 458 осіб.
Динаміка чисельності населення поселення:

## Клімат
Середня річна температура становить 11,08 °C, середня максимальна – 25,41 °C, а середня мінімальна – -5,97 °C. Середня річна кількість опадів – 675 мм.
| Клімат поселення                              | Клімат поселення | Клімат поселення | Клімат поселення | Клімат поселення | Клімат поселення | Клімат поселення | Клімат поселення | Клімат поселення | Клімат поселення | Клімат поселення | Клімат поселення | Клімат поселення | Клімат поселення |
| Показник                                      | Січ.             | Лют.             | Бер.             | Квіт.            | Трав.            | Черв.            | Лип.             | Серп.            | Вер.             | Жовт.            | Лист.            | Груд.            |                  |
| Середній максимум, °C                         | 5,82             | 7,90             | 12,50            | 17,15            | 22,39            | 25,41            | 25,13            | 24,87            | 20,80            | 15,30            | 9,40             | 5,49             |                  |
| Середня температура, °C                       | −0,08            | 2,00             | 6,60             | 11,20            | 16,48            | 19,50            | 21,20            | 20,91            | 16,85            | 11,34            | 5,48             | 1,50             |                  |
| Середній мінімум, °C                          | −5,97            | −3,91            | 0,69             | 5,31             | 10,58            | 13,60            | 17,20            | 16,94            | 12,88            | 7,40             | 1,51             | −2,43            |                  |
| Норма опадів, мм                              | 44               | 39               | 42               | 53               | 61               | 86               | 68               | 62               | 51               | 55               | 62               | 52               |                  |
| Середньомісячна швидкість вітру, м/с          | 2.20             | 2.47             | 2.80             | 2.70             | 2.40             | 2.20             | 2.18             | 2.00             | 1.96             | 2.10             | 2.20             | 2.27             |                  |
| Середньомісячна сонячна радіація, кДж/м²·день | 4317             | 7027             | 11034            | 15580            | 19457            | 21573            | 22333            | 20418            | 15038            | 9535             | 4896             | 3610             |                  |
| --------------------------------------------- | ---------------- | ---------------- | ---------------- | ---------------- | ---------------- | ---------------- | ---------------- | ---------------- | ---------------- | ---------------- | ---------------- | ---------------- | ---------------- |
| Джерело:                                      |                  |                  |                  |                  |                  |                  |                  |                  |                  |                  |                  |                  |                  |

## Відомі особистості
В поселенні народився:
- Івиця Чуляк (1960—1992) — югославський та хорватський музикант.